# Holme Valley
La Holme Valley è una parrocchia civile di 25.049 abitanti della contea del West Yorkshire, in Inghilterra. Il suo capoluogo è Holmfirth. Tra gli altri villaggi ci sono Brockholes, Honley e New Mill. Deve il suo nome al fiume Holme che la attraversa.